# Raklis
Raklis (macedónul: Раклиш) település Észak-Macedóniában, a Délkeleti körzetben, a Radovisi járásban.

## Népesség
| Lakosok száma | 414  | 408  | 430  | 429  | 593  | 471  | 479  | 570  | 559  |
|               | 1948 | 1953 | 1961 | 1971 | 1981 | 1991 | 1994 | 2002 | 2021 |

- 2002-ben 570 lakosa volt, akik közül 561 macedón, 2 szerb, 1 török és 6 egyéb.